# Kapitulation (Truppenstellungsvertrag)

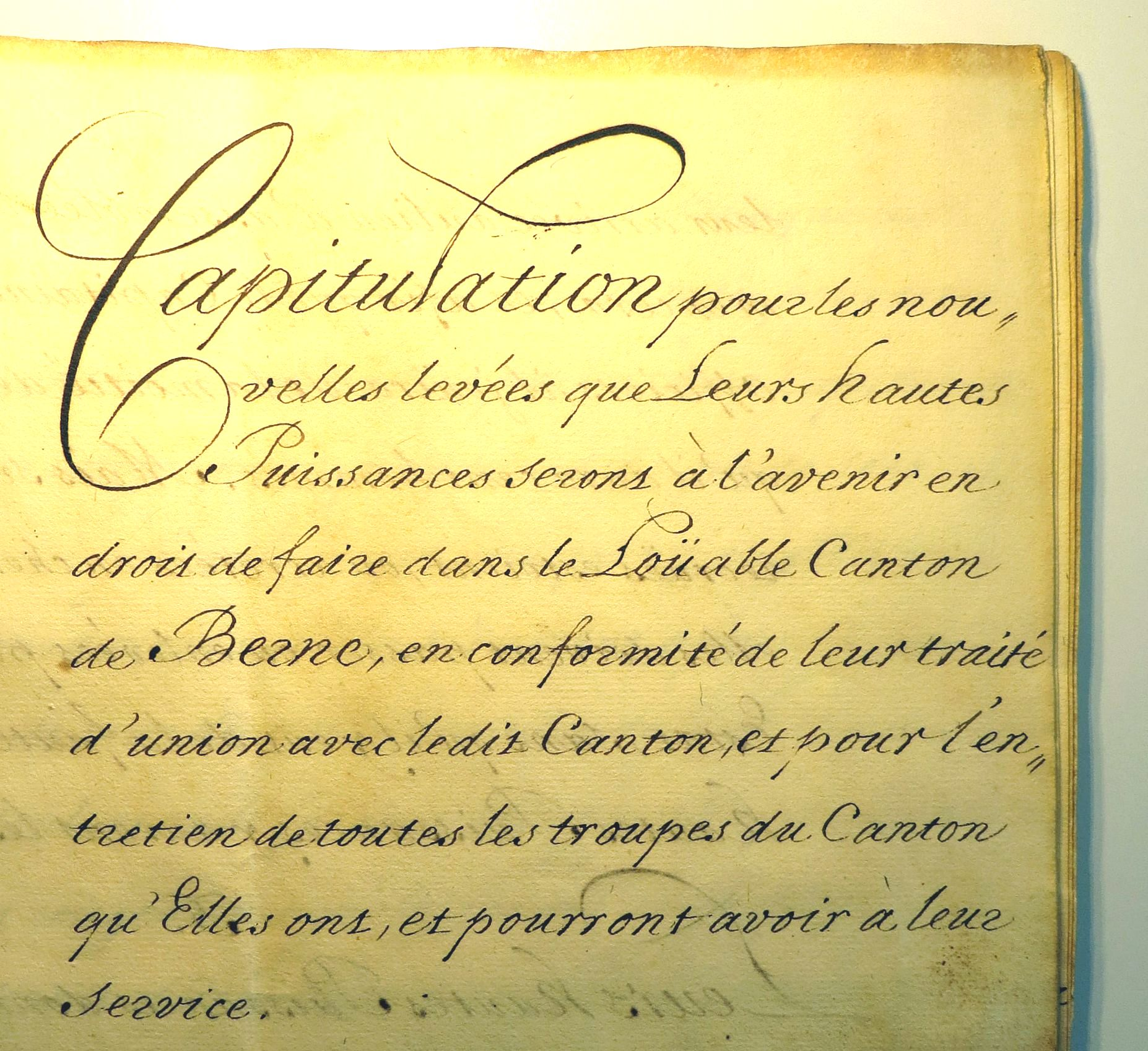
Präambel der Militärkapitulation der niederländischen Generalstaaten mit der Republik Bern vom 8. Januar 1714 (Staatsarchiv Bern)

Kapitulation (auch Militärkapitulation) nannte man einen Vertrag, in dem eine Macht einer anderen die Erlaubnis gab, auf ihrem Hoheitsgebiet Truppen auszuheben.

## Die Militärkapitulationen der Eidgenossenschaft
In den Staatsverträgen der Eidgenossenschaft mit anderen Staaten wurden die militärischen Angelegenheiten in einem gesonderten Kapitel (von Capitulum, lateinisch für «das Köpfchen»), als Kapitulation bezeichnet, zusammengefasst.
Vom 14. bis zum 19. Jahrhundert schloss die Eidgenossenschaft mit siebzehn fremden Fürsten und Staaten Offensiv- und Defensivverträge ab, die eine Militärkapitulation enthielten.

### Inhalt der Militärkapitulation
Die Militärkapitulation (oder Privatkapitulation, wenn einer der Vertragspartner ein Privater war) legte den Einsatzraum und den Verwendungszweck der Truppe fest und regelte die Rekrutierung, den Sold, die Verpflegung, die Verpflichtungsdauer, den Urlaub, die Uniformen, die Bewaffnung, die Munition, die medizinische Betreuung und die Bestände der Truppenangehörigen. Sie bestimmte das Verfahren zur Ernennung der Offiziere, die Pensionen, die Provisionen sowie die Art der Rechtspflege und der Religionsausübung. Oft enthielt sie auch eine Bestimmung über die gegenseitige Hilfe bei einem Überfall auf einen der Vertragspartner und räumte dem Kanton meist ein Rückrufsrecht bei eigenem Bedarf ein. Das Verbot, gegen Landsleute zu kämpfen sowie in den Kolonien oder auf dem Meer zu dienen, wurde nicht immer eingehalten.

### Die Rekrutierung
Das Gesuch um Erlaubnis zur Truppenaushebung wurde vom Gesandten des Gesuchstellers an die Tagsatzung zu Händen der einzelnen Bundesgenossen gerichtet. Allein sie waren bis 1798 autonom für die Anwerbungen auf ihrem Territorium zuständig.
Seit dem Ende des 17. Jahrhunderts wurden die zuvor für die Dauer eines einzelnen Feldzuges angeworbenen Kontingente zu ständigen Truppenkörpern.

### Die Exterritorialität
Die gemäss Kapitulation angeworbenen Regimenter blieben Untertanen der Orte ihrer Herkunft. Eigene Disziplinar- und Gerichtsverfahren, Sondergerichte, Rechtsbücher, Reglemente, Eidesformeln, Trommel- und andere Signale sowie Märsche und Fahnen wahrten ihren exterritorialen, eidgenössischen Charakter. Gerichtsentscheide wurden ohne Appellationsrecht gefällt und konnten selbst vom König als Dienstherr nicht kassiert werden. Die Kantone behaupteten diese Vorrechte hartnäckig. Selbst Prozesse Fremder gegen Regimentsangehörige wurden vor dem eidgenössischen Kriegsgericht abgewickelt.
Ab dem 18. Jahrhundert trugen die Regimenter den Namen ihres Obersten sowie geflammte Fahnen (in seinen und den Farben der kapitulierenden Kantone) mit einem durchgehenden weissen Kreuz, zusätzlich auch einen Wahlspruch.
Die Schweizer Offiziere hatten ausgedehnte disziplinarische und administrative Kompetenzen, waren ihrem Kanton für ihre Einheit verantwortlich und hatten ihm monatlich über den Gang des Dienstes zu berichten.
Besonders in Frankreich verfügten die Schweizer Truppen über höheren Sold als die Einheimischen und vielfältige Privilegien.

### Ende der Kapitulationen
Die Bundesverfassung von 1848 machte den Kapitulationen ein Ende. Ihr Abschluss wurde 1849 verboten und die noch bestehenden 1859 durch die Bundesversammlung aufgehoben.
Bei der Totalrevision 1999 der Bundesverfassung wurde das Verbot von Militärkapitulationen, als nicht mehr zeitgemäss, ersatzlos gestrichen.